# إيفانز أوسي
إيفانز أوسي (بالإنجليزية: Evans Osei)‏ هو لاعب كرة قدم غاني في مركز الوسط، ولد في 25 فبراير 1997 في كوماسي في غانا. لعب مع نادي برو فيرتشيلي.

## وصلات خارجية
- إيفانز أوسي على موقع قاعدة بيانات كرة القدم.إي يو (الإنجليزية)
- إيفانز أوسي على موقع عالم كرة القدم.نت (الإنجليزية)